# Leskovec v Podborštu
Leskovec v Podborštu je naselje v Občini Sevnica.